# Protosomalí
Los protosomalíes fueron un antiguo pueblo y los antepasados de los somalíes que vivieron en la actual Somalia. La literatura sobre protosomalíes utiliza en gran medida un marco de tiempo perteneciente al primer milenio a. C. y al primer milenio d. C.

## Historia
Los puntitas eran antiguos somalíes que se cree que comerciaron mirra, especias, oro, ébano, ganado de cuernos cortos, marfil e incienso con los antiguos egipcios y la antigua Mesopotamia a través de sus puertos comerciales. Una expedición del Antiguo Egipto enviada a Punt por la reina Hatshepsut de la XVIII dinastía está registrada en los relieves del templo de Deir el-Bahari, durante el reinado del rey puntita Parahu y la reina Ati.
En la era clásica, los macrobianos, que han sido ancestros de los automoli o los antiguos somalíes, establecieron un poderoso reino tribal que gobernó gran parte de la Somalia moderna. Se les conocía por su longevidad y riqueza, y se decía que eran «los más altos y apuestos de todos los hombres». Los macrobianos eran guerreros pastores y marineros. Según el relato de Heródoto, el emperador persa Cambises II, tras su conquista de Egipto (525 a. C.), envió embajadores a Macrobia, trayendo regalos de lujo para el rey macrobiano para atraer su sumisión. El gobernante macrobiano, que fue elegido en función de su estatura y belleza, respondió en cambio con un desafío para su homólogo persa en forma de un arco sin cordaje: si los persas lograban tensarlo, tendrían derecho a invadir su país; pero hasta entonces, deberían agradecer a los dioses que los macrobianos nunca decidieron invadir su imperio. Los macrobianos eran una potencia regional famosa por su arquitectura avanzada y su riqueza en oro, que era tan abundante que encadenaban a sus prisioneros con cadenas de oro. Los harla, que son un pueblo extinto a quienes se le atribuye la construcción de varios monumentos en el Cuerno de África, son posibles candidatos de protosomalíes.
Tras el colapso de Macrobia, surgieron varias ciudades-estado protosomalíes ricas, como Malao, Mundus, Mosylon y Opone que compitieron con los sabeos, partos y axumitas por el rico comercio indo-grecorromano, que también floreció en Somalia. Los marineros y comerciantes somalíes eran los principales proveedores de oro, plata, piedras preciosas, incienso, mirra, goma arábiga, sal, ganado, marfil, plumas, cuero (piel) y especias, artículos que se consideraban lujos valiosos.
Otras ciudades-estado protosomalíes notables incluyen Avalite, Bulhar, Botiala, Essina, Damo, Hannassa, Sarapion, Nikon, Toniki, Gondal, Macajilayn, Salweyn y Miandi.

## Genética
En somalíes, el tiempo hasta el ancestro común más reciente se estimó en 4000-5000 años (2500 a. C.) para el grupo γ del haplogrupo E-M78 y 2100-2200 años (150 a. C.) para los portadores de T-M184 somalíes.
El subclado profundo E-Y18629 se encuentra comúnmente en somalíes y tiene una fecha de formación de 3,700 YBP (años antes del presente) y un TMRCA de 3,300 YBP.

## Estados
Ha habido muchos ejemplos de estados protosomalíes. Algunos de estos incluyen:
- Sesea
- Costa de Ajan
- Rauso
- Aromata
- Macrobianos
- Tierra de Punt